# فيلي روجرز
فيلي روجرز (بالإنجليزية: Willie Rogers)‏ (3 يوليو 1919 - 8 فبراير 1974) هو لاعب كرة قدم بريطاني (وحمل سابقاً جنسية المملكة المتحدة لبريطانيا العظمى وأيرلندا) في مركز جناح ‏. لعب مع بلاكبيرن روفرز ونادي بارو.